# Goździk (województwo mazowieckie)
Goździk – wieś sołecka w Polsce, położona w województwie mazowieckim, w powiecie garwolińskim, w gminie Górzno. 
Wierni Kościoła rzymskokatolickiego należą do parafii Świętej Rodziny w Uninie.
Wieś królewska położona była w drugiej połowie XVI wieku w powiecie garwolińskim ziemi czerskiej województwa mazowieckiego. W latach 1975–1998 miejscowość administracyjnie należała do województwa siedleckiego.
Przez długie lata Goździk wchodził w skład starostwa garwolińskiego. W wykazie z 1540 r. występował pod nazwą Goszdzyk. W 1565r. miał 15 włók ziemi, łącznie z wójtowskimi. Ponadto była w wiosce karczma, mająca kąt rolej osobniej oraz folwark i dworzec niemały. Folwark posiadał trzy pola : pod Uninem, Ozimkową Wolą i Chęcinami, o ogólnej wielkości 9 włók i wielu kątów. Uprawiano w nim głównie żyto, które starosta spuszczał Wisłą do Gdańska.
Od 12 września 1659 r. dzierżawą Goździk zarządzał Samuel Kożuchowski i tak było do końca I Rzeczypospolitej. Na początku XIX w. Goździk wchodził w skład dóbr rządowych Garwolin. W 1827 r. liczył 18 domów i 116 mieszkańców, w 1881 r. 32 domy i 312 mieszkańców, a jego obszar wynosił 1247 mórg.
W 1910 w Goździku urodził się Jan Pawłowicz (zm. 1939) – polski entomolog leśny.
We wsi Goździk wykonano pierwszy odwiert w woj. mazowieckim w poszukiwaniu gazu z łupków w 2012 r.